# تانابون كيسارات
تانابون كيسارات (بالتايلندية: ธนบูรณ์ เกษารัตน์) (بالتايلندية: ธนบูรณ์ เกษารัตน์)، من مواليد 21 سبتمبر 1993م، ويلقب توم (ตั้ม)، وهو لاعب تايلاندي لكرة القدم، شارك لعدة أندية تايلاندية، ومنها لعب مع نادي بانكوك.